# Ceratobregma helenae
Ceratobregma helenae es una especie de pez de la familia Tripterygiidae en el orden de los Perciformes.

## Morfología
• Los machos pueden llegar alcanzar los 3,2 cm de longitud total.

## Hábitat
Es un pez de mar y de clima tropical y asociado a los  arrecifes de coral que vive entre 0-40 m de profundidad.

## Distribución geográfica
Se encuentra en la Samoa Americana, Australia, el Isla de Navidad, Fiyi, Guam, Indonesia, Malasia, Micronesia, Nueva Caledonia, Papúa Nueva Guinea, Filipinas, las Islas Ryukyu, Samoa, las Islas Salomón , Taiwán, Tailandia, Tonga y Vanuatu.

## Observaciones
Es inofensivo para los humanos.